# Девушка с кувшином (пьеса)
«Девушка с кувшином» (исп. La moza de cantaro) — комедия испанского драматурга Лопе де Веги, написанная примерно в 1625—1632 годах. Время её первой публикации неизвестно. Автор сообщает в финале, что это его 1500-я пьеса. 
Действие «Девушки с кувшином» происходит в Ронде, Адамусе и Мадриде. Главная героиня, дочь знатного дворянина Мария, была вынуждена когда-то убить обидчика своего отца и теперь скрывается в столице, работая разносчицей воды. В неё влюбляется дон Хуан и ради девушки, не догадываясь о её происхождении, отказывается от любви знатной дамы.
На русский язык пьеса была переведена Татьяной Щепкиной-Куперник.